# Mediostoma talischense
Espèce
Synonymes
- Acropsopilio talischensis Morin, 1937

Mediostoma talischense est une espèce d'opilions dyspnois de la famille des Nemastomatidae.

## Distribution
Cette espèce est endémique d'Azerbaïdjan. Elle se rencontre dans les monts Talych.

## Description
L'holotype mesure 2 mm.

## Systématique et taxinomie
Cette espèce a été décrite sous le protonyme Acropsopilio talischensis par Morin en 1937. Elle est placée dans le genre Mediostoma par Kury et Snegovaya en 2019.

## Étymologie
Son nom d'espèce, composé de talisch et du suffixe latin -ense, « qui vit dans, qui habite », lui a été donné en référence au lieu de sa découverte, les monts Talych.

## Publication originale
- Morin, 1937 : « Кавказькі Opiliones – косари. » Trudy Odesskogo Gosudarstvennogo Universiteta, vol. 2, p. 209–222.